# 山越富夫
山越 富夫（やまこし とみお、米国名:トミオ・ヤマコシ・ペトロスキーTomio Yamakoshi Petrosky、1947年3月30日 - ）は、アメリカ合衆国の物理学者。父はアメリカ人、母は日本人である。東京都立国立高等学校、東京理科大学卒業。専門は、非平衡統計物理学、時間の向きの対称性の破れ、複雑系、カオス、量子論及び古典力学の基礎論、ナノ物性、天体力学。1979年東京理科大学理学研究科で博士号取得後、イリヤ・プリゴジンに師事。プリゴジンが2003年に死去するまで、本人の論文のみならず、プリゴジンとの共著論文も多く出している。2017年はプリゴジン生誕100周年記念にあたり、この年American Institute of Physics (AIP)が出版する非線形力学の専門雑誌『Chaos』が彼の生誕を記念した特別号を上梓したが、その際の招待編集者を務めた。
日本では、核融合科学研究所、東京大学生産技術研究所、京都大学基礎物理学研究所、大阪府立大学大学院など多くの研究機関で客員教授、特任教授、研究顧問等を歴任している。さらに、専門研究のみならず、文部科学省の大学院教育改革支援プログラムに基づいた大学院のアドバイザリーボードのメンバーや、市民公開講座、高校生向けの科学の講演会などを通して科学の啓蒙活動をしている。
山越の住むアメリカ、テキサスの州都オースチンの日本人社会人会では、自然科学のみならず様々な分野に渡る社会人会講演会を主催している。2017年から日本の一般社団法人国際ブロードエデュケーション協会（International Broad Education Association: IBEA)の相談役を務めている。また2019年からJapan-America Society of Greater Austin (JASGA: オースチン広域日米協会）のボードメンバーである。

## 略歴
- 1970年 東京理科大学理学部第一部物理学科卒業
- 1979年 同大大学院理学研究科博士課程修了
- 1980年 Research Engineering-Science Associate, Ilya Prigogine Center for Studies in Statistical Mechanics and Complex Systems, The University of Texas at Austin
- 1988年 Research Scientist, Ilya Prigogine Center for Studies in Statistical Mechanics and Complex Systems, The University of Texas at Austin
- 1992年 Senior Research Scientist, Center for Complex Quantum Systems (also known as Ilya Prigogine Center for Studies in Statistical Mechanics and Complex Systems), The University of Texas at Austin
- 現在に至る

その間：
- 1992年~2003年 Scientific Advisor of The International Solvay Institutes of Physics and Chemistry, Brussels, Belgium
- 1992年~2003年 Special Researcher of the Theoretical Physics Department, Vrije Universiteit, Brussels, Belgium
- 2005年 自然科学研究機構核融合科学研究所客員教授
- 2007年 大阪府立大学理学部物理科学科客員教授
- 2008年 大阪府立大学大学院理学研究科客員教授
- 2009年 京都大学基礎物理学研究所客員教授
- 2010年 東京大学生産技術研究所特任教授
- 2010年 大阪府立大学大学院GPアドバイザリーボードメンバー
- 2011年 大阪府立大学大学院理学研究科 Distinguished Guest Professor
- 2013年 東京大学生産技術研究所 研究顧問

## 受賞歴
- "Le Prix Georges Vanderlinden" de la 16e péropde quadriennale, 1987-1991, from Académie Royale, des Sciences, des Lettres & des Beaux-Arts de Belgique, 1991
- "Métropole Award," a special award of 100 years anniversary of Métropole at the International Solvay Conference, presented at the XXth International Sovlay Conference on Chemistry, Brussels, Belgium, 1995, （物理および化学ソルベー国際会議メトロポール100周年特別記念賞、1995年）
- “Peter the Great” Gold Medal presented by the Russian Academy of the Natural Sciences, 2000（ピョートル大帝金賞、2000年）

## 主な著書
- "The Liouville Space Extension of Quantum Mechanics," T. Petrosky and I. Prigogine, Advances in Chemical Physics, Volume 99, (John Wiley and Sons, 1997)
- 『複雑さへの関心：複雑系と時間の矢−決定論的世界観を対岸に見て』、（共立出版、<複雑系叢書7>、 2006年 ISBN 4-320-03451-1）

## 主な所属学会
- American Physic Society
- European Academy of Arts, Sciences and Humanities, Paris, France